# Alexander D'Arcy
Pour les articles homonymes, voir D'Arcy.
Alexander Sarruf (arabe : ألكسندر صروف) est un acteur égyptien, né le 10 août 1908 au Caire en Égypte et mort le 20 avril 1996 à West Hollywood en Californie.
En Europe et aux États-Unis, il utilise le nom de scène Alexander D'Arcy (arabe : ألكسندر دارسي) ou le diminutif Alex D'Arcy. En France, son prénom est quelquefois orthographié Alexandre et son nom parfois écrit Darcy ou d'Arcy.

## Biographie
Au cinéma, Alexander D'Arcy entame une carrière internationale dans le film muet américain Le Jardin d'Allah (en) de Rex Ingram (avec Alice Terry et Iván Petrovich), sorti en 1927. Suit le film français La Revanche du maudit de René Leprince (1928, avec André Marnay). Puis il participe à trois films britanniques avec Betty Balfour, Champagne d'Alfred Hitchcock (1928), Paradis (en) de Denison Clift (1928), et enfin La Fille du régiment d'Hans Behrendt (adaptation de l'opéra éponyme), son dernier film muet, une co-production germano-britannique sortie en 1929.
Son premier film parlant (en couleur), britannique, est A Romance of Seville de Norman Walker (en) (1929). Les cinq suivants sont français (parfois en co-production), depuis À nous la liberté de René Clair (1931, avec Henri Marchand et Raymond Cordy) jusqu'à La Kermesse héroïque de Jacques Feyder (1935, avec André Alerme et Françoise Rosay).
Il contribue ensuite à quatorze films américains sortis entre 1937 et 1944, dont Cette sacrée vérité de Leo McCarey (1937, avec Cary Grant et Irene Dunne), Fantômes en croisière de Norman Z. McLeod (1938, avec Constance Bennett et Roland Young) et Un ange en tournée de Gregory La Cava (1939, avec Ginger Rogers et Walter Connolly).
Après la Seconde Guerre mondiale, Alexander D'Arcy apparaît dans le film français L'Ange rouge de Jacques Daniel-Norman (1949, avec Paul Meurisse et Tilda Thamar), avant treize nouveaux films américains, depuis Le Cirque en révolte d'Elia Kazan (1953, avec Fredric March et Terry Moore) jusqu'à The Seven Minutes (en) de Russ Meyer (1971, avec Wayne Maunder et Philip Carey), son ultime film.
Dans l'intervalle, citons Comment épouser un millionnaire de Jean Negulesco (1953, avec Lauren Bacall, Betty Grable et Marilyn Monroe), Les Clandestines de Raoul André (son dernier film français, 1954, avec Nicole Courcel et Philippe Lemaire), le film d'horreur germano-yougoslave Le Mort dans le filet de Fritz Böttger (de) (1960, avec Barbara Valentin) et L'Affaire Al Capone de Roger Corman (1967, avec Jason Robards et George Segal).
Pour la télévision, Alexander D'Arcy collabore dès 1952 à neuf séries, dont les deux américaines Voyage au fond des mers (un épisode, 1965) et Batman (un épisode, 1966). Il tient son dernier rôle à l'écran dans la série allemande Tatort (un épisode, 1973), après quoi il se retire aux États-Unis, où il meurt (à West Hollywood) en 1996.
Signalons également une prestation à Broadway (New York) en 1946, dans une adaptation de l'opérette Le Pays du sourire de Franz Lehár, aux côtés du ténor Richard Tauber en vedette.

## Filmographie partielle

### Cinéma
- 1927 : Le Jardin d'Allah (en) (The Garden of Allah) de Rex Ingram : petit rôle non-spécifié
- 1928 : La Revanche du maudit de René Leprince : petit rôle non-spécifié
- 1928 : Champagne d'Alfred Hitchcock : petit rôle non-spécifié
- 1928 : Paradis (en) (Paradise) de Denison Clift : Spirdoff
- 1929 : La Fille du régiment (Die Regimentstochter) d'Hans Behrendt : rôle non-spécifié
- 1931 : À nous la liberté de René Clair : le gigolo
- 1932 : Le Roi des palaces de Carmine Gallone : Alonzo
- 1933 : Je vous aimerai toujours de Mario Camerini et Henri Decoin : Jean-Claude
- 1934 : Poliche d'Abel Gance : Saint-Wast
- 1935 : La Kermesse héroïque de Jacques Feyder : le premier lieutenant espagnol
- 1937 : Stolen Holiday de Michael Curtiz : Leon Anatole
- 1937 : Le Prisonnier de Zenda (The Prisoner of Zenda) de John Cromwell : De Gautet
- 1937 : Cette sacrée vérité (The Awful Truth) de Leo McCarey : Armand Duvalle
- 1937 : She Married an Artist de Marion Gering : Phillip Corval
- 1938 : Women Are Like That de Stanley Logan : Paul
- 1938 : Le Rayon du diable (Flight to Fame) de Charles C. Coleman : Perez
- 1938 : Fantômes en croisière (Topper Takes a Trip) de Norman Z. McLeod : baron de Rossi
- 1939 : Nous irons à Paris (Good Girls to Paris) d'Alexander Hall : Paul Kingston
- 1939 : Un ange en tournée (Fifth Avenue Girl) de Gregory La Cava : le maître d'hôtel
- 1939 : Three Sons (en) de Jack Hively : prince Nicky
- 1940 : City of Chance de Ricardo Cortez : Baron Joseph
- 1940 : Irène (Irene) d'Herbert Wilcox : M. Dumont
- 1941 : The Blonde from Singapore d'Edward Dmytryk : prince Sali
- 1944 : Le mariage est une affaire privée (Marriage Is a Private Affair) de Robert Z. Leonard : M. Garby

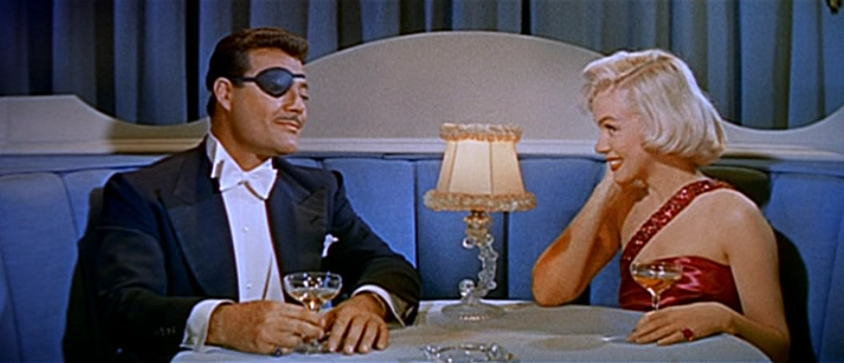
Avec Marilyn Monroe, dans Comment épouser un millionnaire (1953)

- 1949 : L'Ange rouge de Jacques Daniel-Norman : Ocelli
- 1953 : Le Cirque en révolte (Man on a Tightrope) d'Elia Kazan : Rudolph
- 1953 : Le crime était signé (Vicki) d'Harry Horner : Robin Ray
- 1953 : Comment épouser un millionnaire (How to Marry a Millionaire) de Jean Negulesco : J. Stewart Merrill
- 1954 : Les Clandestines de Raoul André : Louis d'Osterkoff
- 1955 : Abdullah le Grand (en) (Abdulla the Great) de Gregory Ratoff : Marco
- 1955 : Le Rendez-vous de Hong Kong (Soldier of Fortune) d'Edward Dmytryk : René Dupont Chevalier
- 1960 : L'Île du sadique (Ein Toter hing im Netz) de Fritz Böttger (de)
- 1961 : The Festival Girls de Leigh Jason : Larry Worthington
- 1964 : Fanny Hill (en) de Russ Meyer et Albert Zugsmith (en) : L'amiral
- 1966 : Tiens bon la rampe, Jerry (Way... Way Out) de Gordon Douglas : Deuce Hawkins
- 1967 : L'Affaire Al Capone (The St. Valentine's Day Massacre) de Roger Corman : Joe Aiello
- 1969 : Blood of Dracula's Castle (en) d'Al Adamson et Jean Hewitt : Comte Dracula / Comte Charles Townsend
- 1971 : The Seven Minutes (en) de Russ Meyer : Christian Leroux

### Séries télévisées
- 1965 : Voyage au fond des mers (Voyage to the Bottom of the Sea), saison 2, épisode 10 Les Saboteurs de l'inconnu (The Silent Saboteurs) : Lago
- 1966 : Batman, saison 1, épisode 3 Parade aux parapluies (Fine Feathered Finks) de Robert Butler : Le propriétaire de la boutique
- 1966 : Daniel Boone, saison 2, épisode 28 Cibola de Gerd Oswald : le premier soldat
- 1973 : Tatort, saison 4, épisode Un pigeon mort dans Beethovenstrasse (Tatort - Tote Taube in der Beethovenstraße) de Samuel Fuller : M. Novak

## Théâtre à Broadway
- 1946 : Le Pays du sourire (Das Land des Lächelns - Yours Is My Heart), opérette, musique de Franz Lehár, livret original de Ludwig Herzer et Fritz Löhner-Beda, adaptation anglaise de Felix Guenther (musique), Karl Farkas (en), Harry Graham (en) et Ira Cobb (lyrics et livret) : Fernand D'Orville